# Melitaea lineata
Melitaea lineata är en fjärilsart som beskrevs av Schnaider 1950. Melitaea lineata ingår i släktet Melitaea och familjen praktfjärilar. Inga underarter finns listade i Catalogue of Life.